# Fossar de la Pedrera

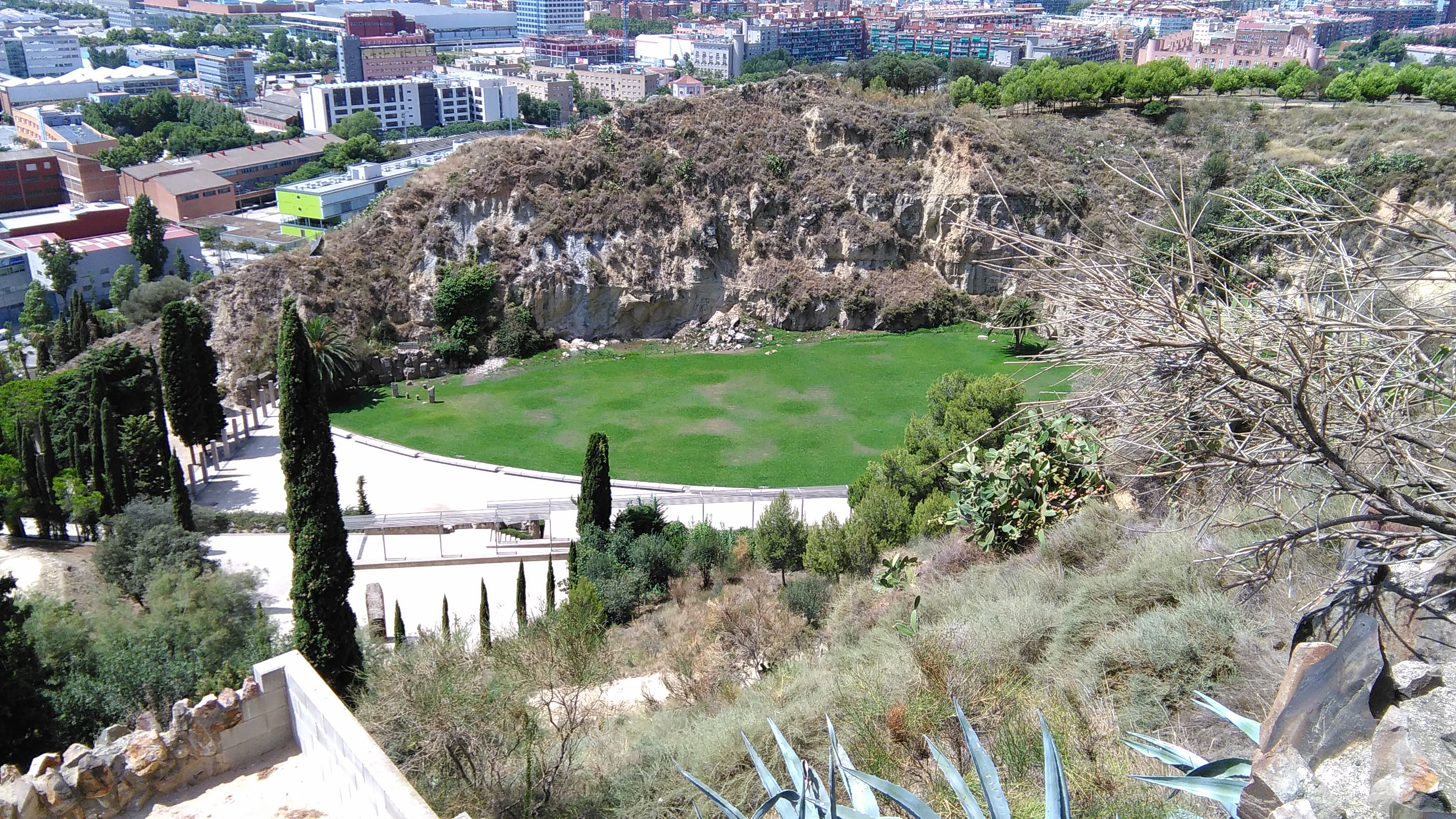
Fossar de la Pedrera

Fossar de la Pedrera (wörtlich: Friedhof des Steinbruchs) ist der Name einer Gedenkstätte in Barcelona. Sie ist Teil des Montjuïc-Friedhofs und diente als Massengrab für etwa 4000 Opfer des Weißen Terrors im Spanischen Bürgerkrieg.
Die Anlage ist heute auch ein Erinnerungsplatz für die dort bestatteten Opfer der Bombenangriffe auf Barcelona zwischen 1937 und 1938. Seit 1985 befinden sich auf dem Gelände auch die sterblichen Überreste des katalanischen Politikers Lluís Companys, der 1940 in der Nähe des Kastells Montjuïc von der franquistischen Regierung hingerichtet wurde.

## Geschichte
Bei dem Gebiet handelt es sich um einen ehemaligen Steinbruch, der für das Begräbnis mittelloser und nicht identifizierter Menschen genutzt wurde. Während des Spanischen Bürgerkriegs (1936–1939) wurden hier die Opfer von Luftangriffen der Aufständischen begraben. Nach dem Sieg der Nationalisten wurden hier die sterblichen Überreste derjenigen beigesetzt, die zwischen 1939 und 1952 im Zuge der Repressionen Francos erschossen wurden, die meisten von ihnen Mitglieder von Parteien, Gewerkschaften und Organisationen, die die Republik unterstützt hatten.
Die Beerdigung Hingerichteter wurde 1953 eingestellt, während man weiterhin Bedürftige und Menschen ohne Angehörige bestattete.

## Gedächtnisstätte
1976, mit der Einführung der Demokratie, fand der erste Akt zum Gedenken an die Opfer der Unterdrückung statt.
Im Jahr 1985 wurde die von der katalanischen Architektin Beth Galí gemeinsam mit den Architekten Màrius Quintana und Pere Casajoana entworfene Gedenkstätte eingeweiht, die aus einer Reihe von Säulen mit den Namen der Opfer, einem großen Gartenbereich mit einzelnen Grabsteinen und dem Mausoleum von Lluís Companys besteht.
Der Gedächtnisort In Memoriam  erinnert an die Opfer des Nationalsozialismus in Form von zehn Steinen, einer für jedes der wichtigsten nationalsozialistischen Konzentrationslager, geschafften von Leonard Glaser anlässlich des 50-jährigen Jubiläums des Endes des Zweiten Weltkriegs.

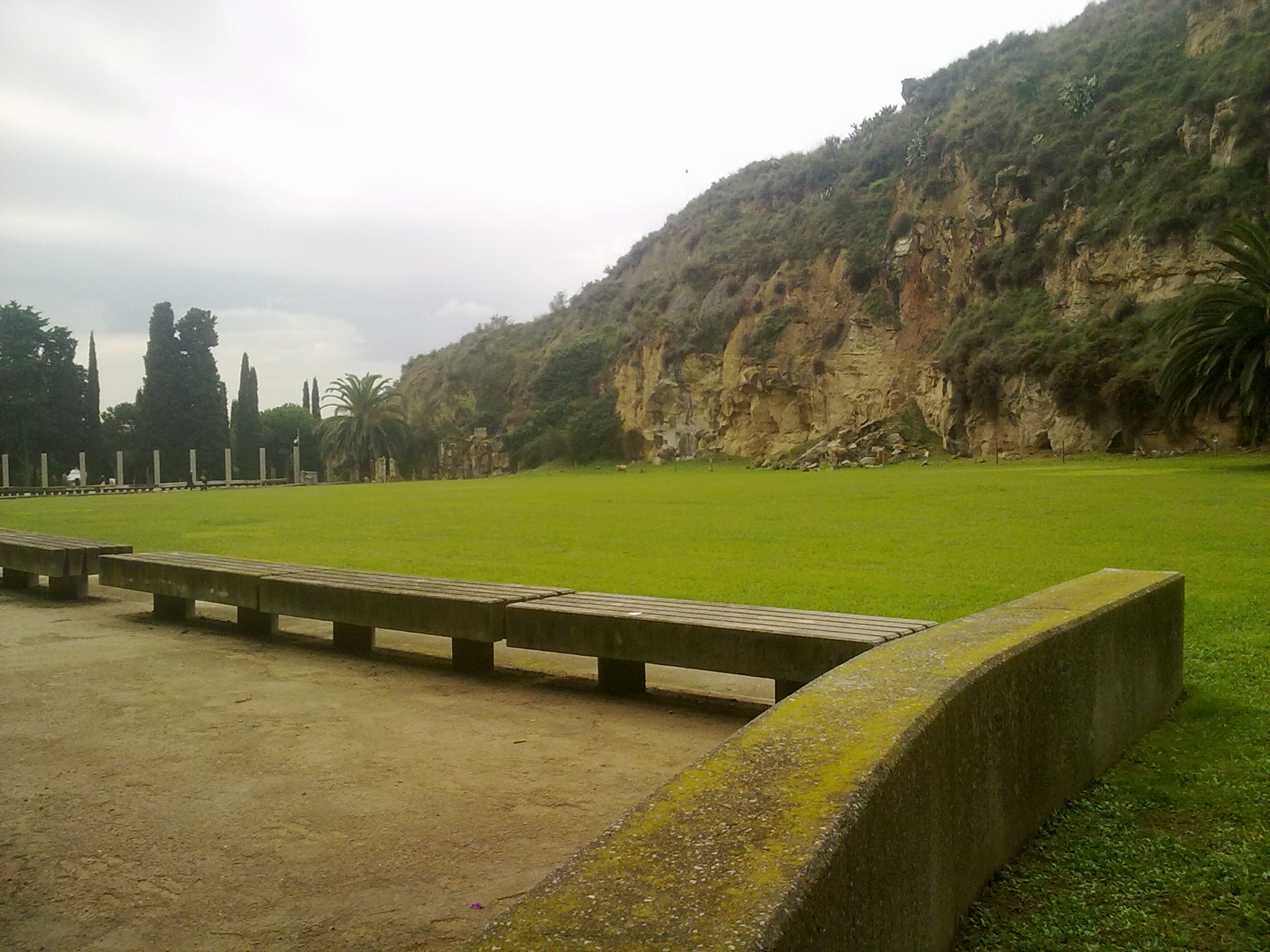
Massengrab
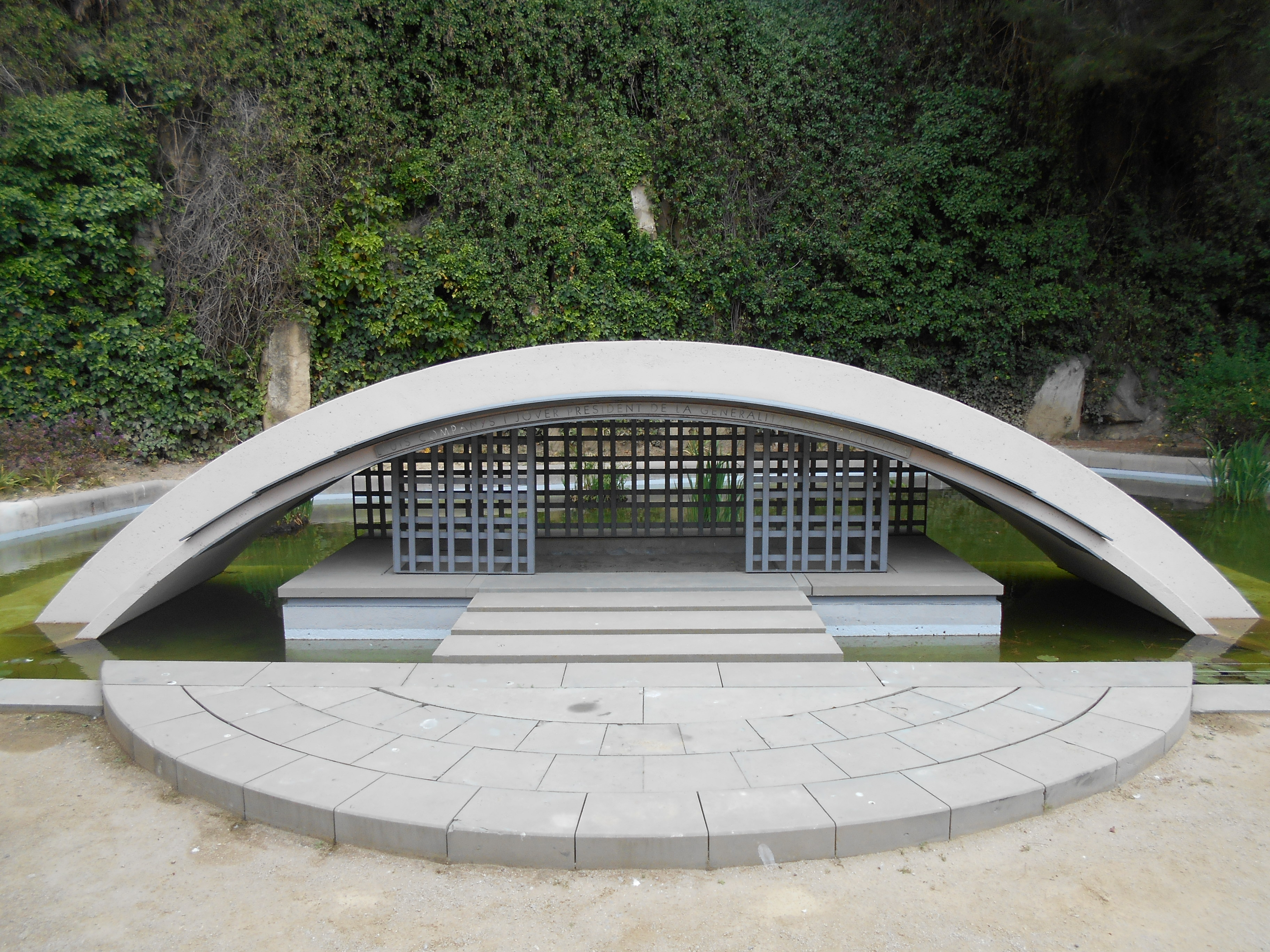
Das Grab von Lluís Companys
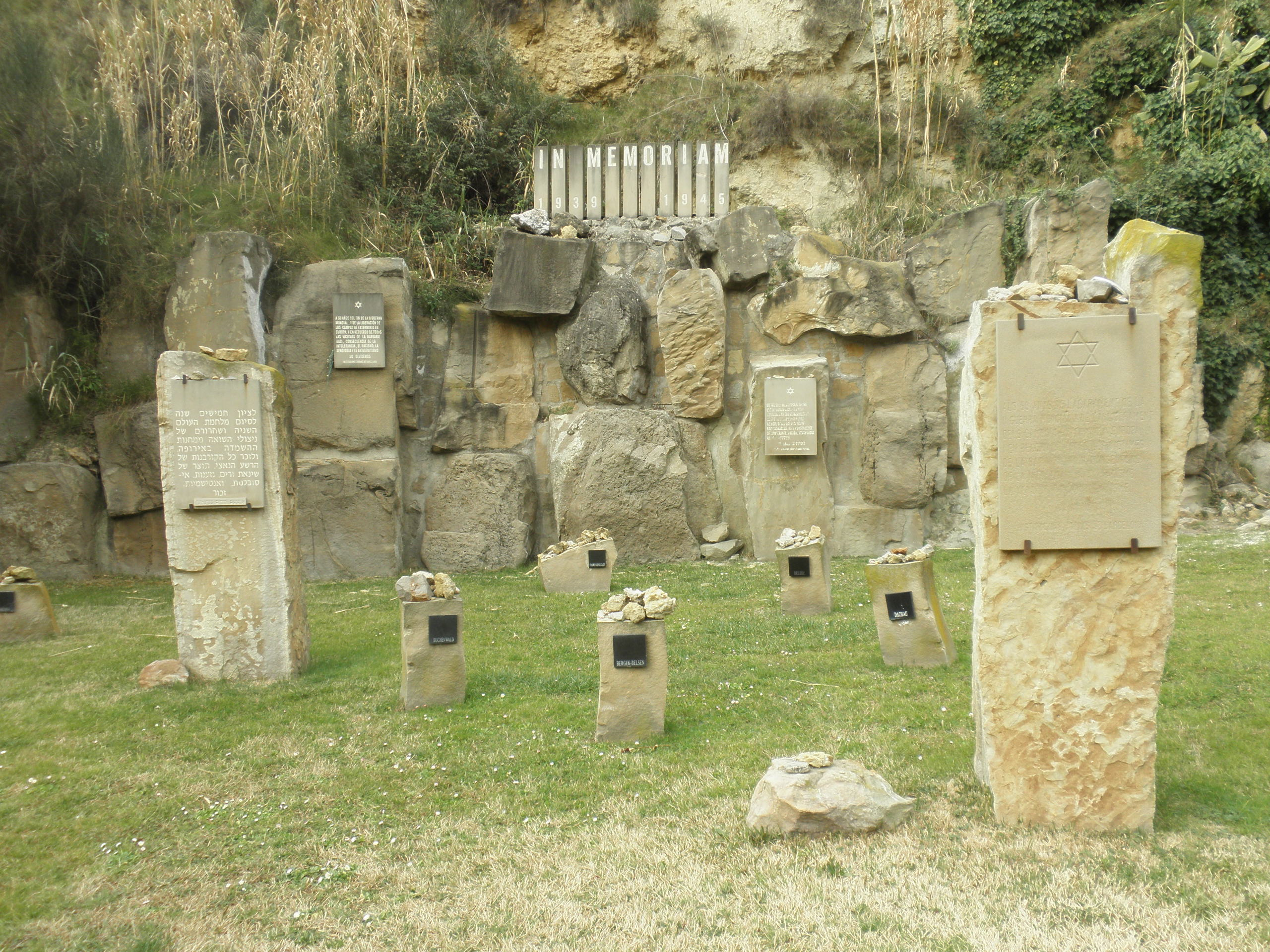
Shoah-Denkmal In Memoriam
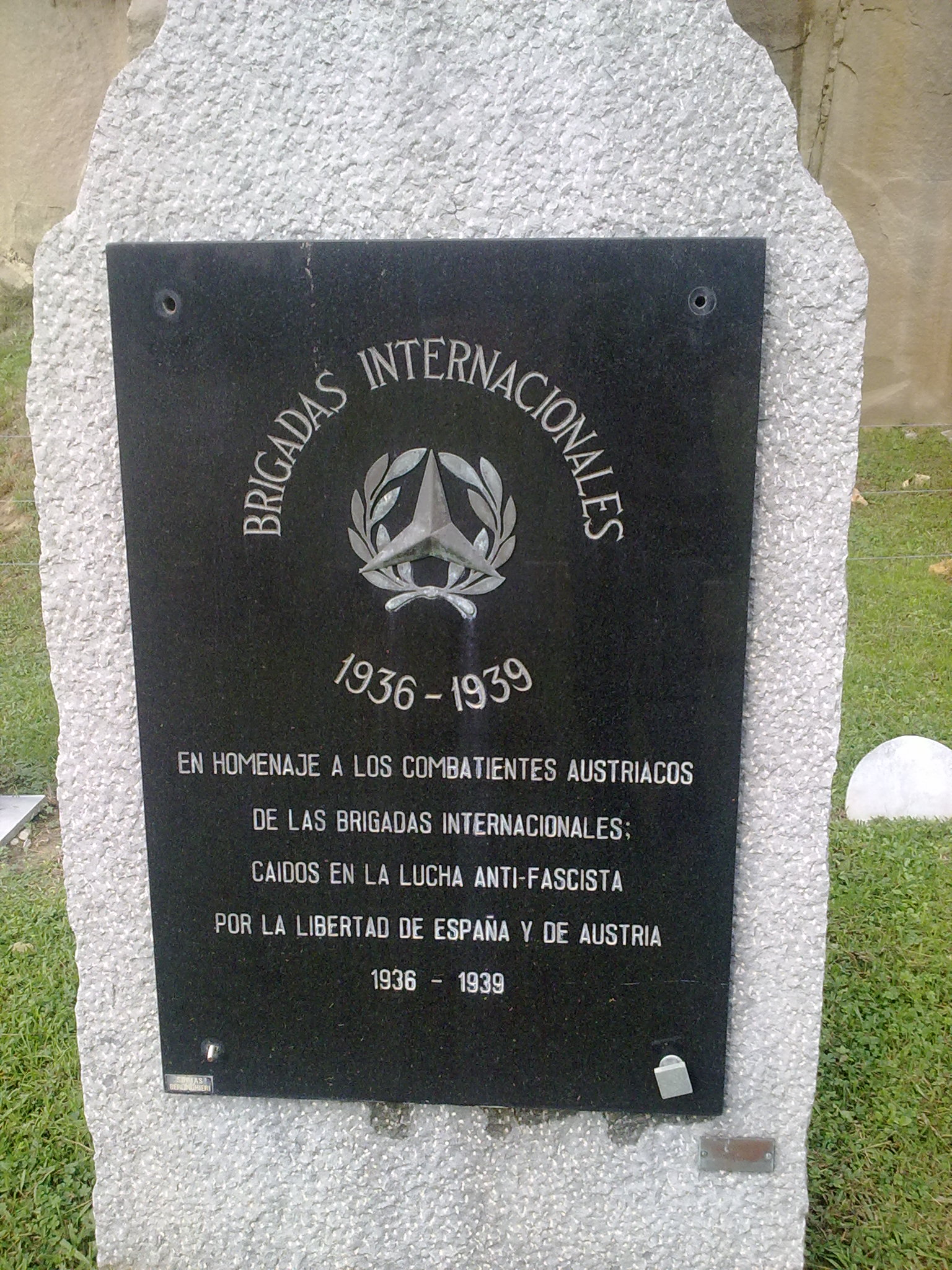
Gedenkstein Österreichische Teilnehmer der Internationalen Brigaden